# Pehr Erikson
Pehr Erikson, född 1 oktober 1861 i Leksands församling, Dalarnas län, död 13 februari 1922 i Bromma församling, Stockholms län, var en svensk journalist och redaktör. Han var en viktig person i Göteborgs tidiga arbetarrörelse, genom tidningen Folkets Röst och som medgrundare av Göteborgs arbetarekommun.

## Biografi

### Uppväxt och Stockholm
Pehr Erikson föddes i en fattig skogsarbetares koja i Heden i Leksand som det sjätte barnet av sju till föräldrarna Back Erik Mattsson och Målar Karin Olsdotter. Målar Per Ersson blev hans namn, i enlighet med dalased. Fadern arbetade som kolare vid Limå bruk, men frös ihjäl en vinter när Pehr var åtta år. Även två av hans syskon dog under svåra förhållanden och modern sökte sig till Stockholm för att försörja sig. Under tiden fick Erikson gå rotegång genom fattigvården. Vid nio års ålder skickades han efter sin mor till Stockholm, men de åkte om varandra då modern återvände till Leksand. Han fick därmed till en början klara sig själv i den stora staden. Han fick hjälp av sin moster Greta Olsdotter, som bodde i Stockholm, med att bli satt i skola. Men när hon snart blev arbetslös följde han med henne tillbaka till Leksand igen. Där stannade han med sin mor tills även hon dog, utsliten och i elände. Då var han 13 år gammal. Med mosterns hjälp återvände han då till Stockholm och blev typograflärling. Efter 6–7 år blev han fullärd vid Centraltryckeriet. Innan dess var han en tid allvarligt sjukdomsdrabbad, förmodligen på grund av undernäring, som närapå kostade honom livet.
Han anslöt sig tidigt till nykterhetslogen S:t Erik och blev 1882 föreståndare för godtemplarebiblioteket i Stockholm. Följande år blev han faktor på den kände nykterhetsmannen Oskar Eklunds tryckeri i Stockholm.

### Göteborg ochFolkets Röst
År 1884 flyttade Erikson till Göteborg och blev strax en förgrundsgestalt inom stadens socialdemokrati. Som vikarie för redaktören för Göteborgs Nyheter tog Erikson parti för stadens stuveristrejk 1895. Han sparkades när redaktören återkom. Någon gång 1885 eller 1886 blev han medlem i den 1884 nybildade Socialdemokratiska föreningen, landets första i sitt slag. 1886 var han en av initiativtagarna till den kortlivade veckotidningen Göteborg. Tillsammans med John Kjellman grundade han i augusti 1887 tidningen Folkets Röst, med Erikson som redaktör. 1888 övertog han även posten som ansvarig utgivare. Samma år blev tidningen antagen som organ för Socialdemokratiska föreningen.
Tillsammans med Kjellman ägnade Erikson sig åt organisationsarbetet vid Socialdemokratiska föreningen. Som ansvarig utgivare av Folkets Röst dömdes Erikson 1888 till fängelse för majestätsbrott mot kung Oscar II. På Rosenborg utarbetade han stadgar för att omorganisera den socialdemokratiska arbetarrörelsen i Göteborg, där han introducerade benämningen arbetarekommun. Det blev därefter gängse beteckning för den svenska socialdemokratins lokalorganisationer.
Istället för en partistyrelse med en ordförande valde Sveriges socialdemokratiska arbetareparti (SAP) vid sitt grundande 1889 sju förtroendemän, däribland Erikson för Göteborg. 1890 frigavs han och deltog i välkomstmöten och en utflykt till Stjärnvik på Vargö. Göteborgs arbetarekommun bildades den 30 november, lite mer än fyra månader efter att Erikson blivit frigiven, med stadgar som utarbetats av en kommitté bestående av Pehr Erikson, snickare J. Ahlström och cigarrarbetareförtroendeman A. Sörenson. Det största arbetet lades ned av främst Erikson.

### Åter till Stockholm
Erikson lämnade Göteborg i november 1890 för att bli redaktionssekreterare på Social-Demokraten. En stor avskedsfest anordnades på Göteborgs arbetareförening. Han arbetade i den befattningen till 1906, då han drabbades av ett slaganfall och gick i förtidspension. Han författade därefter en roman, som publicerades 1910 som en följetong i Social-Demokraten med titeln Det nya evangeliet och underrubriken "En social historia". Den är en nyckelroman som beskriver hans upplevelser av Göteborgs arbetarrörelse under 1880-talets slut.
Erikson avled 1922 och är begravd på Skogskyrkogården i Stockholm.
Erikson dotter Tua debuterade 1926 som författare. Hon skrev under 1930-talet fem olika skådespel, som hon publicerade under pseudonymen Tage Stam. 1905 gifte hon sig med politikern och skriftställaren Fredrik Ström.